# DreamFlow
A DreamFlow egy 2020 májusában alapított, kétszeres Siculus díjas erdélyi magyar könnyűzenei együttes Szászrégenből. Kezdetben derűlátó, epikus hangvételű és lendületes előadásmódú pop-rock zenével hívták fel magukra a figyelmet, melyet helyenként indie és funky hatásokkal tarkítottak. 2024-ben debütált stílusváltással modern szintipop stílusban effektívebb és érettebb témákat feszegetnek az újabb dalaik. 

## Története
A zenekar 2020 májusában alakult Szászrégenben a Covid19-pandémia első hulláma alatt. A zenekar alapító tagjai korábban különböző dzsessz, folk illetve heavy metal formációkban játszottak. 2020 őszére alakult ki a végleges stílusuk, azóta folyamatosan koncerteznek.
2021 februárjában megjelentették első klipjüket Benned élnek című dalukhoz, melyet az év áprilisában az Elmerülve követett, amely egyre élénkebb figyelemre tett szert, főként a közönség szemében.
2021 szeptemberében részt vettek a gyergyószentmiklósi Nyári Utcazene Fesztiválon, aminek fődíját meg is nyerték.
A zenekar megnyerte a 2021-es és 2022-es Siculus Fesztiválon elnyert Siculus díjakat, valamint a 2021-es Legszebb Erdélyi Magyar Dalon kiérdemelték az ”Év felfedezettje” kitüntetést a Csendes utazó című dalukkal.
2022 szeptemberében bejutottak a 2022-es Erdély Dala döntőjébe, amelyen a harmadik helyezést és a Legszebb Erdélyi Magyar Dalnak járó díjat is elnyerték az év novemberében debütált Itt boldog vagyok című dalukkal.
2023 januárjában megjelent a zenekar első középlemeze Bújjunk a Hold mögé címmel, amely 5 szerzeményt tartalmaz, amelyek között szerepel a Kormos égbolt című dal, amely a 2024-es stílusváltásig a zenekar legismertebb saját számának tudhatta magát.
Készülő nagylemezük előfutáraként 2025. március 21-től egy hetes követéssel három kislemezt adott ki a zenekar (Kezem a kezeden, Minden rendben van, Négy fal közé). A zenekar első nagylemeze 2025. április 11-én jelent meg Műanyag lakosztály címmel.

## Hatások
Zenei stílusukra többek között a következő előadók voltak hatással:
- The Biebers
- Coldplay
- Harry Styles
- Imagine Dragons
- Kimnowak
- Lisa Loeb
- Lóci játszik
- MDC
- Mester Tamás
- Nene
- Teddy Swims
- Zanzibar

## Tagok

### Jelenlegi felállás
- Borbély-Bartis Zsuzsanna
- Nagy Endre Dániel
- Nagy Flórián Attila
- Friss Csanád
- Drócsa Botond

### Korábbi tagok
- Barabás Dániel (2020–2022)
- Fülöp Ábel (2020–2024)[10]
- Bakos Rolland (2023–2025)

## Diszkográfia

### Nagylemezek
| 1. | Robbanásveszély    | 2:58 | szöveg: Nagy Flórián Attila |
| 2. | Szem sem rebben    | 3:49 | szöveg: Nagy Flórián Attila |
| 3. | Vihar van bennem   | 3:14 | szöveg: Nagy Flórián Attila |
| 4. | Maradni akarok     | 3:20 | szöveg: Nagy Flórián Attila |
| 5. | Kezem a kezeden    | 2:39 | szöveg: Nagy Flórián Attila |
| 6. | Semmi komoly       | 3:30 | szöveg: Nagy Flórián Attila |
| 7. | Minden rendben van | 2:53 | szöveg: Nagy Flórián Attila |
| 8. | Négy fal közé      | 3:28 | szöveg: Nagy Flórián Attila |
| 9. | Véget ért az álom  | 3:37 | szöveg: Nagy Flórián Attila |

### Középlemezek
| 1. | Itt boldog vagyok | 3:32 | szöveg: Nagy Flórián Attila |
| 2. | Megmentő          | 3:05 | szöveg: Nagy Flórián Attila |
| 3. | Elmerülve         | 3:35 | szöveg: Nagy Flórián Attila |
| 4. | Ketten            | 3:33 | szöveg: Nagy Flórián Attila |
| 5. | Kormos égbolt     | 3:20 | szöveg: Nagy Flórián Attila |

### Kislemezek
- Elmerülve (2021)
- Úgy jön el (2021)
- Szükségem lenne (Metropol-feldolgozás) (2021)
- Úgy jön el (acoustic version) (2022)
- Itt boldog vagyok (2022)
- A történetek összekötnek (2023)
- Föld felett (2023)
- Csendes utazó (2023)
- Kormos égbolt (Sound Noise Remix) (2023)
- Maradni akarok (2024)
- Véget ért az álom (2024)
- Vihar van bennem (2024)
- Robbanásveszély (2024)
- Semmi komoly (2025)
- Kezem a kezeden (2025)
- Minden rendben van (2025)
- Négy fal közé (2025)

### Videoklipek
- Benned élnek (2021)
- Elmerülve (2021)
- Úgy jön el (2021) Nagy Flórián Attila
- Szükségem lenne (Metropol-feldolgozás) (2021)
- Itt boldog vagyok (2022)
- Kormos égbolt (2023) Makkai Márk
- A történetek összekötnek (2023)
- Föld felett (2023) Vincze-Simó Franciska
- Csendes utazó (2023) Vincze-Simó Franciska
- Maradni akarok (2024) Márton László
- Véget ért az álom (2024)
- Vihar van bennem (2024)
- Robbanásveszély (2024)
- Semmi komoly (2025) Sebestyén Dalma
- Szem sem rebben (2025)

## Díjak és elismerések
- 9. Siculus Fesztivál – Siculus Nagydíj (2021)[11]
- Nyári Utcazene Fesztivál – Fődíj (2021)
- Legszebb Erdélyi Magyar Dal – Az év felfedezettje (2021) – Csendes utazó[12]
- 10. Siculus Fesztivál – Siculus Nagydíj (2022)[13]
- Legszebb Erdélyi Magyar Dal – közönségdíj (2022) – Itt boldog vagyok
- Befutó – Zenei Tehetségkutató – II. helyezés (2024)[14]
- Legszebb Erdélyi Magyar Dal – közönségdíj (2024) – Véget ért az álom
- Újfalusi Gábor különdíj (2024) – Drócsa Botond[15]